# Logis de chez Ballet
Le logis de chez Ballet est situé sur la commune de Lignières-Sonneville, en Charente, à une trentaine de kilomètres à l'ouest d'Angoulême.

## Historique
Ce logis, situé à 700 mètres au nord de Sonneville, n'est pas à proprement parler un logis seigneurial, ni même une maison noble, mais une maison bourgeoise. Il tire son nom de la famille la plus importante qui y a vécu : Sieur Ballet en 1637, Charles Ballet en 1724, tous collecteurs d'impôts, charge importante, mais aussi Josué Ballet, marchand, en 1713, Jacques Ballet, bourgeois, en 1736, qui y habitait encore en 1777. Le lieu-dit porte aussi ce nom.
Peu de documents mentionnent son évolution architecturale. L'ensemble semble remonter aux XVIIe siècle et a été modifié au XVIIIe siècle. La propriété a été divisée en deux parties à une date inconnue.

## Architecture
Le bâtiment offre une façade linéaire orientée vers le sud. Au centre de cette façade se trouve un pavillon en léger avant-corps et plus haut que le logis, au pied duquel se trouve la porte d'entrée principale. Ce pavillon est surmonté d'un fronton triangulaire, sur lequel on pouvait voir un écusson qui a été effacé. Le fronton est aussi surmonté de deux acrotères.
Par la suite un second pavillon a été ajouté sur l'aile orientale.
Le corps de bâtiment principal possède deux étages, séparés par une plate-bande courant à la base des fenêtres du second niveau.
La cuisine possède une belle cheminée à festons encadrée de boiseries peintes, et un important sol dallé.
Le logis (façade, toiture, cheminées) a été inscrit monument historique le 7 novembre 1973.